# C20H19NO6
分子式C20H19NO6（摩尔质量：369.4 g/mol）可以指：
- 塔斯品碱（英语：Taspine），CAS号：602-07-3
- 赭曲霉毒素B（波兰语：ochratoxin B），CAS号：4825-86-9

|  | 这个同类索引页列出了具有相同分子式的化学物（即同分異構體）条目。 除非您是有意链接至本页，否则应将相应条目的内部链接指向正确的条目。 |